# 1989 BV1
1989 BV1 är en asteroid i huvudbältet som upptäcktes den 29 januari 1989 av den tjeckiske astronomen Antonín Mrkos vid Kleť-observatoriet i Tjeckien.
Den tillhör asteroidgruppen Nysa.